# Dialetti basso-tedeschi orientali
L'Ostniederdeutsch (Basso tedesco orientale) è un gruppo di dialetti parlati prevalentemente in Germania orientale e Polonia settentrionale. Alcune delle sue versioni hanno degli elementi in comune con i dialetti basso sassoni.
Esistono quattro varianti primarie:
- Märkisch-Brandenburgisch, quasi completamente caduto in disuso;
- Mecklenburgisch-Vorpommersch (Meclenburghese-pomerano), parlato in Germania nord-orientale;
- Niederpreußisch (Basso prussiano), parlato in Polonia settentrionale prima della seconda guerra mondiale;
- Ostpommersch (Pomerano orientale), parlato fino al 1945 nelle zone della Pomerania attualmente sotto sovranità polacca.

## Suddivisione

### Märkisch-Brandenburgisch
Il Märkisch-Brandenburgisch è una variante ormai caduta in disuso.
Esistono dei varianti:
- il Südmärkisch
- il Nordmärkisch
- il Mittelmärkisch, anch'essa caduta quasi del tutto in disuso;
- il Mittelpommersch, parlata nelle città di Pasewalk e Ueckermünde.

### Mecklenburgisch-Vorpommersch(Meclemburghese-pomerano occidentale )
Fritz Reuter, scrittore, ha pubblicato i suoi scritti in questo dialetto.

### Niederpreußisch(Basso prussiano)
Il Niederpreußisch era il dialetto parlato dai tedeschi che abitavano la Prussia Orientale, che dal 1945 è stata annessa in parte dalla Polonia e in parte dall'URSS (oggi Federazione Russa).
Le sue varianti erano:
- il Natangisch, parlato nella zona di Bartenstein fino al 1945 (attualmente la città è in territorio polacco);
- l'Ostkäslausch, parlato nella zona di Rössel fino al 1945 (attualmente la città è in territorio polacco);
- l'samländische Mundart, parlato nella zona di Königsberg, Labiau, Pillau e Wehlau fino al 1945 (attualmente le tre città sono in territorio russo);
- il Plautdietsch, ancora oggi parlato nelle zone di Bielefeld (Germania);
- il Westkäslausch, parlato nella zona di Mehlsack fino al 1945 (attualmente la città è in territorio polacco);
- la Mundart der Weichselwerder
- la Mundart des Weichselgebietes
- la Mundart des Ostgebietes
- la Mundart der Frischen Nehrung und der Danziger Nehrung
- la Mundart der Elbinger Höhe
- la Kürzungsgebietsmundart

### Ostpommersch(Pomerano orientale)
L'Ostpommersch era parlato fino al 1945 nelle zone della Pomerania, passate alla fine della seconda guerra mondiale sotto sovranità polacca. Le città maggiori dove era parlato erano Köslin e Stolp.